# Strah
Strah je intenzivan i neugodan negativni osjećaj koji čovjek doživljava kad vidi ili očekuje opasnost, bila ona realna ili nerealna (nestvarna, tj. opasnost zapravo ne postoji). Strah nastaje usred opažanja ili očekivanja stvarne ili zamišljene opasnosti, ili ozbiljne prijetnje. To je urođena, genetski programirana reakcija na prijeteći ili bolan podražaj.
Strah je primarna emocija, kao i sreća, tuga, iznenađenje, ljutnja i gađenje, što znači da se u različitim kulturama izražava na isti ili sličan način, odnosno da izražavanje straha nije naučeno.
Strah nije nefunkcionalan, on poput boli, čiji je cilj zaštititi tijelo od daljnjih oštećenja, svojom intenzivnom neugodom i isključivanjem svih drugih stvari koncentrira tijelo na obranu od onoga što izaziva strah, postavlja sustav u stanje spremnosti i potiče na pozorno motrenje onoga od čega prijeti opasnost. Čak i sam izraz straha (izraz lica i položaj tijela) izaziva veću pozornost na događaje u okolici.
Glavna struktura u mozgu koja regulira nastajanje straha je amigdala. 
Kad se nalazimo u prijetećoj ili opasnoj situaciji, talamus se odmah aktivira i pošalje poruku amigdali. Zahvaljujući tome što taj put traje samo 12 milisekunda, omogućuje nam se brzo reagiranje na situaciju, "smišljeno" tako da što prije izbjegnemo opasnost.
Postoji cijeli raspon mogućih negativnih osjećaja ovisno o situaciji u kojoj se čovjek nalazi:
- čovjek može izbjeći opasnost – strah
- čovjek nije siguran može li izbjeći opasnost – panika
- čovjek je siguran da ne može pobjeći opasnosti – užas

Postoji također cijeli raspon nerealnih (iracionalnih, nestvarnih) strahova koje nazivamo fobijama (fobija nije nužno iracionalna, ali je uvijek pretjerani strah). Na fiziološkom planu, manifestira se ubrzanim radom srca, porastom tonusa mišića, povišenim krvnim pritiskom, povećanim lučenjem adrenalina, ubrzanim disanjem, sušenjem usta itd. Na planu ponašanja, manifestira se karakterističnim držanjem tijela koje je biološki signalna reakcija na opasnost.
Osim realnog, postoji i neurotični strah, kao što je: strah od ispita, strah od kastracije, komadanja i sl. 
Nekoliko klasičnih fobija:
- agorafobija – strah od velikog otvorenog prostora
- klaustrofobija – strah od malog zatvorenog prostora
- ksenofobija – strah od stranaca
- mizofobija – strah od zaraze bakterijama ili virusima
- tetrafobija – strah od broja 4 (čest u istočnoj Aziji)

### Dječji strahovi
Brojnim istraživanjima dokazano je kako su za djecu karakteristični brojni strahovi različitih vrsta i intenziteta. U djece redovito nalazimo razvojne strahove koji su normalna pojava za određenu dob, javljaju se, mijenjaju i spontano nestaju kada dijete preraste određenu razvojnu fazu. Uz svaku razvojnu fazu vezani su specifični strahovi, koji imaju određenu funkciju za tu dob. Niti jedan roditelj ne može svoje dijete osloboditi straha, niti bi to bilo poželjno, jer savladavanjem strahova jedne razvojne faze dijete postaje sposobno suočiti se s novom razvojnom fazom i strahovima vezanim uz tu novu fazu. Iako se dječji strahovi najčešće definiraju kao blagi i prolazni, oni često mogu biti uzrok ozbiljnijih problema i teškoća pri njihovom svakodnevnom funkcioniranju. Rezultati nekih istraživanja pokazali su kako se na vrhu ljestvice najčešćih dječjih strahova nalazi strah od životinja, dok su autori drugih istraživanja dokazali kako su kod djece češći strahovi poput straha od bolesti i smrti.

## Napomena
Ovaj članak, ili jedan njegov dio, je izvorno preuzet iz knjige Ivana Vidanovića „Rečnik socijalnog rada“ uz odobrenje autora.